# Pristimantis lynchi
Pristimantis lynchi är en groddjursart som först beskrevs av William Edward Duellman och Simmons 1977.  Pristimantis lynchi ingår i släktet Pristimantis och familjen Strabomantidae. IUCN kategoriserar arten globalt som otillräckligt studerad. Inga underarter finns listade i Catalogue of Life.